# Die Stunde der Patrioten (Film)
Die Stunde der Patrioten (Originaltitel: Patriot Games) ist eine Literaturverfilmung des gleichnamigen Bestsellers von Tom Clancy. Die Regie bei dem 1992 erschienenen Thriller führte Phillip Noyce, die Hauptrolle des Jack Ryan spielte Harrison Ford. Der Film startete am 22. Oktober 1992 in den bundesdeutschen Kinos. Harrison Ford spielte danach  auch noch einmal im Kinofilm Das Kartell von 1994 die Hauptrolle des Jack Ryan als Deputy Director der CIA.

## Handlung
Der US-Amerikaner Jack Ryan, ehemaliger Leutnant der Marineinfanterie, besucht mit seiner Familie London als Tourist und vereitelt dabei einen Anschlag einer Splittergruppe der IRA auf Lord Holmes, den britischen Nordirland-Minister und entfernten Verwandten der Königin von England. Er wird angeschossen und erfährt für sein Eingreifen den Dank der königlichen Familie.
Der festgenommene Attentäter Sean Miller wird nach seiner Verurteilung bei einem Gefangenentransfer befreit und will seinen beim Schusswechsel von Jack Ryan erschossenen Bruder Paddy rächen. Die Ryans sind in die USA zurückgekehrt, wohin ihnen Miller mit Komplizen folgt. Einer von ihnen verfolgt Jack Ryan auf offener Straße, wird von diesem aber überwältigt, bevor er auf ihn schießen kann. Miller selber und ein anderer Komplize folgen Cathy und Sally mit einem Lieferwagen auf dem mehrspurigen Highway, bis sie auf gleicher Höhe mit Cathys Wagen sind, worauf Miller mit einer Maschinenpistole das Feuer auf das Auto der Ryans eröffnet. Cathy verliert die Kontrolle über ihr Fahrzeug und fährt in eine Abschrankung. Sie und Sally werden ins Krankenhaus gebracht; vor allem Sally ist schwer verletzt. Nach diesem Anschlag auf seine Frau und Tochter verwendet Ryan seine gesamte Energie, um gemeinsam mit der CIA und den Spezialeinheiten diverser westlicher Länder die Terroristen unschädlich zu machen. Einige können in einem Ausbildungslager in Libyen über Aufklärungssatelliten gefunden werden. Dort dringt eine militärische Spezialeinheit des britischen Special Air Service (SAS) ein und tötet sämtliche Bewohner des Camps, was Ryan live per Satellitenübertragung beobachtet.
Sally hat sich von ihren Verletzungen erholt und lebt wieder bei ihrer Familie. Als Lord Holmes die Ryans in ihrem Anwesen in Maryland besucht, um Ryan wegen seiner Rettung auszuzeichnen, überfallen die rechtzeitig aus Libyen geflüchteten Terroristen das Treffen mit Hilfe des verräterischen Watkins, eines Assistenten von Lord Holmes, der bereits beim Anschlag auf Lord Holmes geholfen hatte. Ryan und sein ebenfalls anwesender Freund, Lieutenant Commander Robby Jackson, können den bevorstehenden Überfall noch rechtzeitig entdecken, einige der Terroristen töten und mit Ryans Frau und Tochter aus ihrem Haus fliehen. Watkins wird von Sean Miller erschossen. Zusammen mit seinem Vorgesetzten O’Donnell und der Komplizin Annette verfolgt Miller Jack Ryan, der mit einem Motorboot wegfährt. Seine Frau Cathy und Tochter Sally bleiben in einem Versteck zurück. Die drei Terroristen nehmen mit dem zweiten Motorboot die Verfolgung von Ryan auf. Als O’Donnell Sean Miller befiehlt, die Verfolgung abzubrechen und umzukehren, weigert dieser sich und erschießt sowohl O’Donnell als auch Annette. Miller jagt nun allein hinter Ryan her, auf dessen Boot Feuer ausbricht. Als die beiden Motorboote Seite an Seite dahinrasen, springt Miller hinüber auf Ryans Boot, und die beiden Männer kämpfen verbissen miteinander, bis es Ryan gelingt, Miller zu töten. Im letzten Augenblick kann Ryan über Bord springen, bevor sein Boot explodiert. Er wird von einem alarmierten Hubschrauber gerettet.

## Kritiken
„Undistanzierter Agenten-Thriller, der ein Loblied auf die menschenverachtende Machtpolitik der CIA und den Patriotismus des amerikanischen Bürgers anstimmt. Aufwendig und im großen Finale durchaus dicht inszeniert, gewinnt der Film der nebenbei angesprochenen Thematik der modernen Kriegsführung via Satellit und Computer nur wenige beklemmende Momente ab.“

„Mit Kalkül, Hightech und Härte schlägt der US-Agent zurück… Zum ersten Mal durfte im echten CIA-Hauptquartier gedreht werden. Vielleicht spielte Ford deshalb in absoluter Topform. Spannung pur mit formidablem Ford.“

## Auszeichnungen
Thora Birch wurde im Jahr 1993 für den Young Artist Award nominiert. James Horner gewann 1993 den American Society of Composers, Authors and Publishers Film and Television Music Award. Der Film wurde im Jahr 2004 als Teil der DVD-Gesamtausgabe The Jack Ryan Special Edition DVD Collection für den Saturn Award nominiert.

## Hintergründe
Dies ist die zweite Verfilmung eines Jack-Ryan-Romans nach Jagd auf Roter Oktober von 1990 mit Alec Baldwin. Erstmals ist hier Harrison Ford in der Hauptrolle zu sehen, wie auch im Nachfolger Das Kartell. Eigentlich sollte Baldwin weiterhin die Rolle des Ryan spielen, jedoch platzte der Deal u. a. wegen der Gagenforderung Baldwins. Ford unterschrieb daraufhin einen Vertrag über drei Filme. Die Gage, die Ford für Die Stunde der Patrioten und Das Kartell bekam, belief sich auf 9 Millionen US-Dollar.
Zu der geplanten zweiten Fortsetzung mit Ford kam es indes nie. Daher weicht Der Anschlag von 2002 mit Ben Affleck in der Hauptrolle erheblich von der Romanvorlage und den früheren Filmen ab: Afflecks Ryan ist Junggeselle, wohingegen er in den früheren Filmen in Übereinstimmung mit den jeweiligen Romanen als verheiratet und mit Kindern gezeigt wird.